# Micha Marx

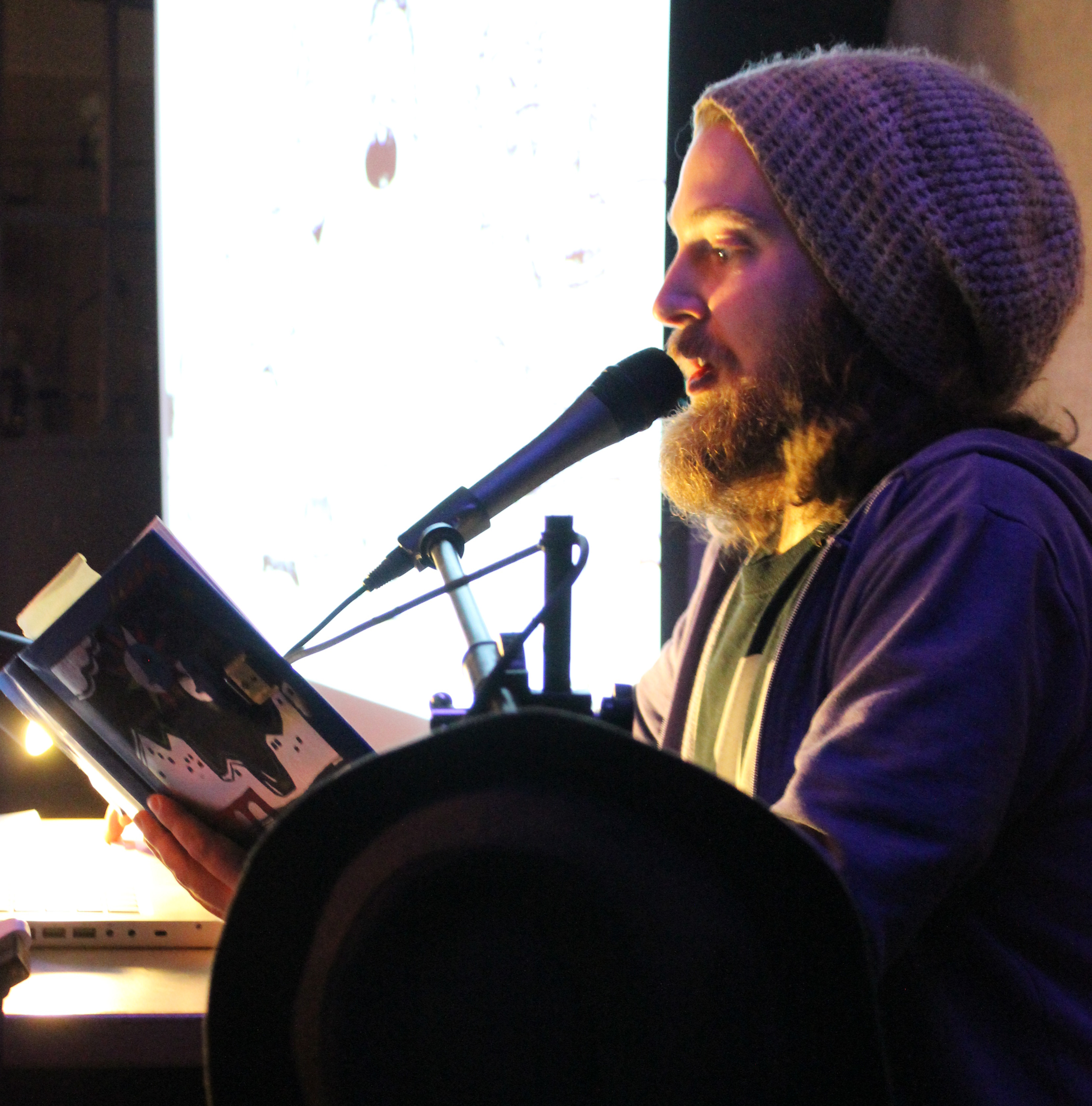
Micha Marx live in Bonn

Micha Marx (* 2. November 1985 in Esslingen am Neckar als Michael Marks) ist ein deutscher Kabarettist/Comedian und Cartoonist.

## Leben und Werk
Marks wuchs im schwäbischen Altbach als Sohn eines Lehrerehepaars auf. Schon während seiner Schulzeit an der Waldorfschule Esslingen veröffentlichte er eigene Cartoons und Texte.
In den Jahren 2002/2003 spielte er in der ARD-Kinder- und Jugendfernsehserie „Fabrixx“ die Rolle des „Hannes“, den er 15 Folgen lang verkörperte – in dieser Zeit trat er auch erstmals mit Stand-up-Comedy auf kleinen Bühnen auf.
Nach seinem Studium des Kommunikationsdesigns an der "ecosign/Akademie für Gestaltung" in Köln wirkte er an zahlreichen Kinofilmen und TV-Produktionen als Zeichner mit, u. a. für WDR, Arte und 3sat (The Green Wave, Teheran Tabu, Camp14, Vorstadtrocker, Nice Places To Die, Supernerds, So isst die Welt).
2017 entwickelte er das Genre „Kritzel-Comedy“, bei dem er humoristische Geschichten mit gezeichneten Bildwitzen kombiniert und per Beamer-Projektion auf der Bühne präsentiert. Seitdem tritt er unter dem Pseudonym „Micha Marx“ auf, gewann diverse Kleinkunstpreise und tourt zurzeit im deutschsprachigen Raum mit seinem Soloprogramm „Vom Leben gezeichnet“, in dem er u. a. seine Kindheit im Schwabenland verarbeitet, Beschwerdebriefe vorträgt, Geschichten vom Schwimmunterricht erzählt oder fiktive Ikea-Produkte präsentiert.
Außerdem arbeitet Marks als Zeichner und Illustrator in Bonn und als Dozent in Köln.

## Auszeichnungen
- 2012: Froschkönig[9], Nachhaltigkeitspreis der ecosign/Akademie für Gestaltung für Homo Corruptus[10]
- 2013: Froschkönig[11], Nachhaltigkeitspreis der ecosign/Akademie für Gestaltung für beuyslab[12]
- 2013: Kölner Designpreis, 2. Platz[13]
- 2016: Kabarett-Talente in Linz: 1. Platz
- 2018: Grazer Kleinkunstvogel: 1. Platz (Kleinstkunstvogel[14] und Publikumspreis)[15]
- 2018: Magdeburger Vakuum: 1. Platz (Sachsen-Anhaltischer Kabarett- und Kleinkunstpreis)[16]
- 2018: Siegtaler Kleinkunstpreis: 2. Platz
- 2019: Die Krönung (Burgdorf): 1. Platz (König)[17]